# Valencianas de Juncos 2021
Questa voce raccoglie le informazioni riguardanti le Valencianas de Juncos nella stagione 2021.

## Stagione
Le Valencianas de Juncos disputano la loro sedicesima stagione in Liga de Voleibol Superior Femenino, dopo la fusione con le Amazonas de Trujillo Alto in cui accorpano l'altra franchigia, da cui ricevono diverse giocatrici.
Concludono la stagione regolare al quinto posto, qualificandosi per i play-off scudetto: ai quarti di finale partecipano al Girone B, chiudendolo al secondo posto alle spalle delle Changas de Naranjito e davanti alle eliminate Pinkin de Corozal. In semifinale, dopo un iniziale vantaggio per 2-0 nella serie contro le Criollas de Caguas, vengono rimontate ed eliminate in sei gare.

## Organigramma societario
Area direttiva
- Presidente: Samuel Concepción

Area tecnica
- Allenatore: David Alemán
- Assistente allenatore: Xiomara Molero

## Rosa
| N° | Nome               | Ruolo | Data di nascita   | Nazionalità sportiva |
| -- | ------------------ | ----- | ----------------- | -------------------- |
| 1  | Oneida González    | O     | 3 giugno 1981     | Porto Rico           |
| 2  | Kendra Rosario     | S     | 28 settembre 2000 | Porto Rico           |
| 3  | Yeleishka Vázquez  | P     | 21 ottobre 1995   | Porto Rico           |
| 4  | Girnelis Díaz      | L     | -                 | Porto Rico           |
| 5  | Ivonessa García    | C     | 11 dicembre 1985  | Porto Rico           |
| 6  | Jocelyn Kuilan     | O     | 8 dicembre 1997   | Porto Rico           |
| 7  | Keishlyann Sánchez | S     | 9 novembre 2001   | Porto Rico           |
| 8  | Áurea Cruz         | S     | 10 gennaio 1982   | Porto Rico           |
| 11 | Stephanie Salas    | L     | 17 febbraio 1992  | Porto Rico           |
| 12 | Wilmarie Rivera    | P     | 14 febbraio 1997  | Porto Rico           |
| 13 | Shelly Fanning     | C     | 8 gennaio 1997    | Stati Uniti          |
| 14 | Erin Fairs         | S     | 14 agosto 1994    | Stati Uniti          |
| 15 | Vanessa Vélez      | S     | 29 agosto 1986    | Porto Rico           |
| 16 | Micaya White       | S     | 20 settembre 1998 | Stati Uniti          |
| 16 | Lindsay Stalzer    | S     | 25 luglio 1984    | Stati Uniti          |
| 17 | Alba Hernández     | C     | 3 ottobre 1994    | Porto Rico           |

## Mercato
| Acquisti | Acquisti           | Acquisti                  | Acquisti   |
| R.       | Nome               | da                        | Modalità   |
| -------- | ------------------ | ------------------------- | ---------- |
| O        | Oneida González    | Llaneras de Toa Baja      | definitivo |
| S        | Kendra Rosario     | Amazonas de Trujillo Alto | definitivo |
| L        | Girnelis Díaz      | ?                         | definitivo |
| S        | Keishlyann Sánchez | Academia Villa Carolina   | definitivo |
| S        | Áurea Cruz         | Athletes Unlimited        | definitivo |
| P        | Wilmarie Rivera    | Amazonas de Trujillo Alto | definitivo |
| C        | Shelly Fanning     | Legionovia                | definitivo |
| S        | Erin Fairs         | Athletes Unlimited        | definitivo |
| S        | Vanessa Vélez      | Amazonas de Trujillo Alto | definitivo |
| C        | Alba Hernández     | Vilsbiburg                | definitivo |
| S        | Micaya White       | RC Cannes                 | definitivo |
| S        | Lindsay Stalzer    | Leonas de Ponce           | definitivo |

| Cessioni | Cessioni           | Cessioni           | Cessioni   |
| R.       | Nome               | a                  | Modalità   |
| -------- | ------------------ | ------------------ | ---------- |
| S        | Carola Biver       | -                  | ritirata   |
| C        | Sheila Ocasio      | Criollas de Caguas | definitivo |
| L        | Karelys Otero      | Pinkin de Corozal  | definitivo |
| P        | Génesis Viera      | -                  | ritirata   |
| S        | Yajaira Acevedo    | -                  | ritirata   |
| C        | Nydiaris Burgos    | -                  | ritirata   |
| S        | Keila Rodríguez    | Grises de Humacao  | definitivo |
| S        | Alyse Wallace-Ford | Thīras             | definitivo |
| C        | Paola Rivera       | -                  | ritirata   |
| O        | Paulina Prieto     | -                  | ritirata   |
| S        | Erin Fairs         | -                  | svincolata |
| S        | Micaya White       | -                  | svincolata |

## Risultati

### LVSF

#### Regular season
| 17 giugno 2021 Coliseo Salvador Dijols, Ponce          | Leonas de Ponce           | 3 - 0 | Valencianas de Juncos     | 25-23, 25-22, 25-19               |
| 18 giugno 2021 Coliseo Rafael Amalbert, Juncos         | Valencianas de Juncos     | 2 - 3 | Changas de Naranjito      | 25-27, 25-21, 25-22, 20-25, 10-15 |
| 20 giugno 2021 Coliseo Rafael Amalbert, Juncos         | Valencianas de Juncos     | 2 - 3 | Sanjuaneras de la Capital | 25-23, 22-25, 25-27, 26-24, 14-16 |
| 26 giugno 2021 Coliseo Roger L. Mendoza, Caguas        | Criollas de Caguas        | 2 - 3 | Valencianas de Juncos     | 22-25, 26-24, 21-25, 25-17, 13-15 |
| 30 giugno 2021 Coliseo Emilio E. Huyke, Humacao        | Grises de Humacao         | 0 - 3 | Valencianas de Juncos     | 21-25, 21-25, 22-25               |
| 2 luglio 2021 Coliseo Carmen Zoraida Figueroa, Corozal | Pinkin de Corozal         | 3 - 2 | Valencianas de Juncos     | 25-15, 22-25, 19-25, 25-10, 15-12 |
| 4 luglio 2021 Coliseo Roberto Clemente, San Juan       | Sanjuaneras de la Capital | 3 - 0 | Valencianas de Juncos     | 25-20, 25-22, 25-15               |
| 7 luglio 2021 Coliseo Rafael Amalbert, Juncos          | Valencianas de Juncos     | 3 - 2 | Leonas de Ponce           | 25-13, 23-25, 25-18, 18-25, 15-11 |
| 9 luglio 2021 Coliseo Gelito Ortega, Naranjito         | Changas de Naranjito      | 3 - 1 | Valencianas de Juncos     | 25-19, 22-25, 25-15, 25-17        |
| 17 luglio 2021 Coliseo Rafael Amalbert, Juncos         | Valencianas de Juncos     | 0 - 3 | Criollas de Caguas        | 18-25, 12-25, 14-25               |
| 22 luglio 2021 Coliseo Rafael Amalbert, Juncos         | Valencianas de Juncos     | 3 - 1 | Grises de Humacao         | 28-30, 25-19, 25-23, 25-18        |
| 24 luglio 2021 Coliseo Rafael Amalbert, Juncos         | Valencianas de Juncos     | 3 - 2 | Pinkin de Corozal         | 25-23, 14-25, 21-25, 25-17, 15-11 |

#### Play-off
| Quarti di finale (gara 1) - 28 luglio 2021 Coliseo Carmen Zoraida Figueroa, Corozal | Pinkin de Corozal     | 2 - 3 | Valencianas de Juncos | 25-16, 19-25, 18-25. 25-12, 11-15 |
| Quarti di finale (gara 3) - 30 luglio 2021 Coliseo Rafael Amalbert, Juncos          | Valencianas de Juncos | 1 - 3 | Changas de Naranjito  | 18-25, 28-30, 25-18, 30-32        |
| Quarti di finale (gara 4) - 31 luglio 2021 Coliseo Rafael Amalbert, Juncos          | Valencianas de Juncos | 3 - 1 | Pinkin de Corozal     | 25-23, 24-26, 25-21, 25-19        |
| Quarti di finale (gara 6) - 2 agosto 2021 Coliseo Gelito Ortega, Naranjito          | Changas de Naranjito  | 3 - 0 | Valencianas de Juncos | 25-20, 25-20, 25-15               |
| Semifinali (gara 1) - 7 agosto 2021 Coliseo Roger L. Mendoza, Caguas                | Criollas de Caguas    | 2 - 3 | Valencianas de Juncos | 25-17, 25-12, 23-25, 24-26, 15-17 |
| Semifinali (gara 2) - 8 agosto 2021 Coliseo Rafael Amalbert, Juncos                 | Valencianas de Juncos | 3 - 1 | Criollas de Caguas    | 25-21, 25-22, 11-25, 25-21        |
| Semifinali (gara 3) - 10 agosto 2021 Coliseo Roger L. Mendoza, Caguas               | Criollas de Caguas    | 3 - 2 | Valencianas de Juncos | 25-23, 18-25, 25-18, 24-26, 15-10 |
| Semifinali (gara 4) - 11 agosto 2021 Coliseo Rafael Amalbert, Juncos                | Valencianas de Juncos | 0 - 3 | Criollas de Caguas    | 22-25, 24-26, 16-25               |
| Semifinali (gara 5) - 13 agosto 2021 Coliseo Roger L. Mendoza, Caguas               | Criollas de Caguas    | 3 - 1 | Valencianas de Juncos | 33-31, 13-25, 25-22, 25-17        |
| Semifinali (gara 6) - 14 agosto 2021 Coliseo Rafael Amalbert, Juncos                | Valencianas de Juncos | 0 - 3 | Criollas de Caguas    | 20-25, 23-25, 15-25               |

## Statistiche

### Statistiche di squadra
| Competizione | Punti | In casa | In casa | In casa | In trasferta | In trasferta | In trasferta | Totale | Totale | Totale |
| Competizione | Punti | G       | V       | P       | G            | V            | P            | G      | V      | P      |
| ------------ | ----- | ------- | ------- | ------- | ------------ | ------------ | ------------ | ------ | ------ | ------ |
| LVSF         | 15    | 11      | 5       | 6       | 11           | 4            | 7            | 22     | 9      | 13     |
| Totale       | -     | 11      | 5       | 6       | 11           | 4            | 7            | 22     | 9      | 13     |

G = partite giocate; V = partite vinte; P = partite perse